# 江國冴香
江國 冴香（えくに さえか、本名：髙橋 冴香〈たかはし さえか〉、1990年10月6日 - ）は、日本の元ミュージカル俳優およびヨガ指導者である。岡山県岡山市出身。元劇団四季所属。

## 来歴
就実高等学校卒業後、ダンスオブハーツを経て2011年に劇団四季研究生オーディションに合格し、研究所へ入所した。その後、2012年12月13日に『ライオンキング』のアンサンブル役で初舞台に出演した。2018年12月31日付けで退団し、2019年春からニューヨークへ渡米する。帰国後の2020年1月22日に入籍したことを公式インスタグラムで発表した。

## 人物
ダンスオブハーツ11期生の同期には一色龍次郎がいる。

## 主な出演作品
- ライオンキング（2012年アンサンブル8枠）
- 人間になりたがった猫（2013年アンサンブル7枠、2015年アンサンブル8枠）
- ウィキッド（2016年アンサンブル7枠）
- キャッツ（2016年 - ジェミマ）